# ویاچسلاف اولینیک
ویاچسلاف اولینیک (به اوکراینی: В'ячеслав Олейник؛ زادهٔ ۲۷ آوریل ۱۹۶۶) کشتی‌گیر بازنشستهٔ اوکراینی است که در دستهٔ ۹۰ کیلوگرم کشتی فرنگی مردان برای شوروی سابق و اوکراین (از ۱۹۹۴) رقابت می‌کرد. او مدال طلای المپیک ۱۹۹۶ آتلانتا، مدال‌های نقره (۱۹۹۴)، برنز (۱۹۹۰) مسابقات قهرمانی کشتی جهان و همچنین یک مدال طلا (۱۹۹۴) و دو برنز (۱۹۹۵، ۱۹۹۶) مسابقات قهرمانی کشتی اروپا را کسب کرده است.